# Kelvin Gibbs
Kelvin Gibbs, né le 24 octobre 1978 à Bellflower, est un joueur américain de basket-ball. Il mesure 1,98 m et joue au poste d'ailier fort.

## Biographie
Kelvin Gibbs est un intérieur robuste. Il joue en NCAA avec l'équipe de l'université de Pepperdine avec laquelle il remporte lors de la saison 1999-2000, la division WCC. Son apport lui vaut des récompenses individuelles.
À la sortie de son cursus universitaire, en 2001, Kelvin Gibbs renforce l'effectif de l'Ubizen Echo Hasselt (ligue 1 belge) et découvre ainsi l'Europe pour la première fois de sa carrière. La saison suivante, Gibbs rejoint l'Étendard de Brest, en Pro B, compétition dont il termine meilleur rebondeur. Il présente alors les statistiques de 24,4 points, 12,9 rebonds, 2,8 passes décisives, 1,8 interception et 1 contre, pour une évaluation totale de 28,6. Son avenir s'inscrit à un plus haut niveau. Le Limoges CSP, club de première division, est à la recherche d'un intérieur américain accessible pour la saison 2003-2004. Kelvin Gibbs signe au CSP Limoges et rejoint ainsi des joueurs tels que Yann Bonato ou encore Franck Mériguet. Durant toute la saison, le Cercle Saint-Pierre doit composer avec un effectif réduit par les blessures. Kelvin Gibbs est l'un des seuls joueurs de l'effectif à ne pas être blessé. Il produit une bonne saison individuelle mais n'arrive pas à sauver le CSP d'une relégation en Pro B. Gibbs retrouve un poste dans un club de Pro A, à Strasbourg. Toutefois, il n'est pas conservé lors de la préparation du club alsacien. Finalement, l'Hapoël Tel-Aviv récupère l'intérieur américain et réussit à atteindre la finale du championnat d'Israël (2004-2005). Par ailleurs, il participe à la IBA Europe League, ancien nom de l'EuroChallenge. Par la suite, Gibbs joue en Turquie, en Russie, Grèce puis en Allemagne.
En 2008-2009, c'est sous les couleurs du EnBW Ludwigsbourg (ligue 1 allemande) que Kelvin Gibbs joue. Après cette saison, il prend sa retraite du basket-ball.

## Palmarès
- 1999-2000 : Vainqueur de la division WCC avec Pepperdine
- 2004-2005 : Finaliste du championnat d’Israël avec l'Hapoël Tel-Aviv

## Nominations et distinctions
- 1999-2000 : Membre de la All-WCC team
- 2000-2001 : Membre de la All-WCC team
- 2002-2003 : Meilleur rebondeur de Pro B